# Drymoluber dichrous
Drymolumber dichrous es una especie de reptil del orden Serpentes de la familia Colubridae que es conocida como la serpiente látigo olivácea.

## Distribución
La serpiente látigo olivácea se extiende mayormente por la Selva amazónica desde Venezuela hasta Bolivia llegando a poblar gran parte de Brasil.

## Descripción
La coloración de esta especie es verde oliva mientras que su vientre es de color crema presenta unas hileras de 15 escamas alrededor de su cuerpo, su cabeza es marrón y su lengua es negra. Los machos llegan a medir 130 cm y las hembras alcanzan un metro.

## Hábitat
Habita en zonas selváticas y boscosas con escasa vegetación es exclusivamente diurna y terrestre viéndose incrementada su actividad durante el día.

### Alimentación
Se alimenta generalmente de pequeños roedores, lagartos y ranas también suele consumir huevos que encuentran de los nídos.

### Reproducción
La reproducción es ovípara y se aparean durante cualquíer época del año. Las hembras ponen entre 3 y 7 huevos que son enterrados en un agujero; los huevos maduran entre 2 y 3 meses de la puesta en la que nacen sus nuevos descendientes.